# Entropie (Sozialwissenschaften)
Dieser Artikel wurde auf der Qualitätssicherungsseite des Portals Soziologie eingetragen. Dies geschieht, um die Qualität der Artikel aus dem Themengebiet Soziologie auf ein akzeptables Niveau zu bringen. Hilf mit, die inhaltlichen Mängel dieses Artikels zu beseitigen, und beteilige dich an der Diskussion. (Artikel eintragen)

Begründung: Bitte um Übernahme, Pflege und Ausbau des LD-Restes. --Emergency doc (Disk) 15:42, 14. Apr. 2014 (CEST)
Der Begriff der Entropie bzw. der sozialen Entropie fand in die Sozialwissenschaften, insbesondere in das Gebiet der Soziologischen Systemtheorie innerhalb der Soziologie, Eingang als ein ursprünglich aus der Physik übernommenes Maß für Ungleichheit oder Unordnung. Sie wird zumeist als ein Maß für den Grad der Ordnung bzw. Unordnung innerhalb eines sozialen Systems verstanden, beispielsweise zur Beschreibung der sozialen Ungleichheit. Teils wird als soziale Entropie auch anstelle eines skalierbaren Maßes die Tendenz zur Veränderung sozialer Strukturen verstanden.

## Begriff der Entropie
Eine der menschlichen Intuition entgegenkommende Weise, die Bedeutung von Entropie verständlich darzustellen, besteht darin, nicht die Entropie selbst, sondern die Veränderung von Entropie zu betrachten, also die Zunahme oder die Verringerung von Entropie.
- Entropiezunahme ist Informationsverlust:

Gilbert Newton Lewis schrieb im Jahr 1930: „Eine Zunahme der Entropie bedeutet Informationsverlust und nichts Anderes.“
Die kurze Zusammenfassung einer Erklärung der Entropie von Murray Gell-Mann im Jahr 1994 lautet: „Entropie ist Informationsmangel, dessen Größe an dem Aufwand gemessen wird, der zur Behebung dieses Informationsmangels erforderlich wäre.“ (Einzelheiten s. u.)
- Zur Entropieverringerung benötigt ein System seine Umwelt:

Ein System kann seine Entropie nur durch die Belastung seiner Umwelt verringern. Dazu muss es offen sein. Verringert eines seiner Subsysteme seine Entropie, so muss entweder die Summe der Entropien der übrigen Subsysteme im Gesamtsystem ansteigen oder das Gesamtsystem muss seine Umwelt mit Entropie belasten.
- Entropiezunahme verringert die Veränderungsfähigkeit eines Systems:

Ein System mit niedriger Entropie kann sich leichter ohne Belastung seiner Umwelt verändern als ein System mit hoher Entropie. Verändert sich ein System unabhängig von seiner Umwelt, dann nimmt seine Entropie zu. Ein System mit maximaler Entropie kann sich aus eigener Kraft überhaupt nicht mehr verändern. Diese beiden Tatsachen treffen auf die Subsysteme eines Systems gleichermaßen zu.

## Kritik des Begriffes der Entropie

### Wortwahl
Der Physiker Leon Cooper führt Schwierigkeiten, den Begriff der Entropie zu verstehen, im Wesentlichen auf die Wahl des falschen Begriffes durch Rudolf Clausius zurück: „...anstelle den Namen dem Körper der zeitgenössischen Sprachen zu entnehmen, gelang es ihm, ein Wort zu prägen, das für Alle dieselbe Sache bedeutete: Nichts.“ Clausius begründete seine Wortwahl damit, dass er alte Sprachen für wichtige wissenschaftliche Größen bevorzuge, weil sie in alten Sprachen für alle dasselbe bedeuteten. Und Claude Shannon wählte anstatt des von ihm ursprünglich angedachten Begriffs der Ungewissheit (uncertainty) den Begriff der Entropie für die Informationstheorie, weil er eine wohl etwas ironisch gemeinte Idee von John von Neumann übernahm: „… niemand weiß, was Entropie wirklich ist, also wird man in der Debatte immer einen Vorteil haben.“ Darum leitet der israelische Thermodynamiker Arieh Ben-Naim (* 1934) ein Lehrbuch über statistische Thermodynamik mit einer Begründung ein, warum er den Begriff der Entropie durch den Begriff „fehlende Information“ (MI, Missing Information) ersetzt.

### Das Verhältnis von Entropie und „Unordnung“
Durch die häufige und populäre Gleichsetzung von Entropie mit „Unordnung“ bietet sich die Verwendung des Begriffs der Entropie jeder Wissenschaft an, die ordnende Prozesse und die Ordnung sozialer Systeme erforscht. Oft wird Entropie als Synonym für Unordnung auch in populären Darstellungen sozialwissenschaftlicher Themen verwendet. Ein Beispiel ist „Soziale Entropie“, ein Begriff der Makrosoziologie, mit dem in der öffentlichen Diskussion oft wertend „Soziale Unordnung“ gemeint ist. Die Gleichsetzung von Entropie mit Unordnung ist jedoch umstritten. Sie ist zwar nicht prinzipiell unzulässig, aber die Zulässigkeit der Gleichsetzung ist abhängig von vielen Zusatzbedingungen, darunter subjektive Sichtweisen und normative Wertungen. Der Gebrauch der Entropie als Synonym für Unordnung führt daher leicht zu Aussagen, die verwirrend, unklar und anfechtbar sind. Arieh Ben-Naim zeigt in Entropy Demystified (2007), dass das Konzept von Ordnung und Unordnung bei der Erklärung der Entropie nicht hilfreich ist und dass eine Erklärung der Wirkmechanismen auch der thermodynamischen Entropie exakt nur über die Informationstheorie und Wahrscheinlichkeitstheorie möglich ist. Der Begriff der Entropie sei zwar zunächst in der Physik entwickelt worden, ihm läge aber die Informations- und Wahrscheinlichkeitstheorie zugrunde.
Man kann Ordnung (im Sinn von „geordnet sein“) auffassen als die gemeinsame Eigenschaft mehrerer Teile, zusammen ein funktionsfähiges System zu bilden. Das kann ein Arbeitsplatz sein, bei dem alle Dinge dort sind, wo sie gebraucht werden. Ein Auto, bei dem alles, was zusammen gehört, richtig montiert ist, das ist „in Ordnung“. Meist gibt es nur wenige Anordnungen der einzelnen Teile, die ein funktionsfähiges System ergeben, aber ungleich mehr, die dieses Kriterium nicht erfüllen und deshalb als „Unordnung“ empfunden werden. Hier bietet sich eine Analogie mit dem Entropiebegriff an, der ursprünglich im Zusammenhang mit der Verteilung von Molekülen geprägt wurde, aber genauso für die Verteilung von Fröschen in einem Teich gilt: Es gibt nur wenige Anordnungen, bei dem die Frösche (oder die Moleküle) ein geometrisches Muster bilden, aber viel mehr Anordnungen, bei denen sie beliebig verteilt sind. Dieser Zustand ist viel wahrscheinlicher. Die Anzahl der Verteilungsmöglichkeiten ist das Maß für die Wahrscheinlichkeit, dass man beim zufälligen Hingucken ein geordnetes oder ein ungeordnetes Bild sieht. Der natürliche Logarithmus dieser Anzahl ist – nach Ludwig Boltzmann – die Entropie. Die wenigen Anordnungen, die ein sinnvolles Ganzes ergeben und als geordneter Zustand gelten, sind durch einen kleinen Entropiebetrag charakterisiert.
Ein Zustand der Unordnung ist von hoher Wahrscheinlichkeit, da es viele Möglichkeiten gibt, ihn zu realisieren. Entsprechend hoch ist seine Entropie. Da nichts Funktionierendes damit verbunden ist, werden Unordnung und hohe Entropie als negativ empfunden.

### Umgang des Menschen mit Entropie
Im Umgang mit Entropie kann der Mensch nur eingeschränkt auf Intuition zurückgreifen, weswegen seine Sorge vorwiegend der Suche nach sogenannten Energiequellen gilt, ohne die mit jeder Energieumwandlung verbundene Entropieproduktion und die Notwendigkeit von Entropiesenken (zum Beispiel Lagerstätten für Abfallstoffe) gleichermaßen zu berücksichtigen. Zunehmend werden jedoch die Prozesse, mit denen Entropie in die Umwelt exportiert wird, wegen ihrer belastenden Effekte wahrgenommen. Dazu gehört insbesondere die Produktion von Abfallstoffen. In der Wirtschaft und Politik ist Entropieproduktion eine Belastung der von der Gesellschaft geteilten Umwelt, die in vielen Ländern bereits besteuert wird. Solche Entropiesteuern, mit denen nach dem Verursacherprinzip Umweltbelastung besteuert wird, werden heute in der Regel als Ökosteuern implementiert. Die Verringerung von Entropieproduktion kann auch subventioniert werden, beispielsweise durch die Förderung effizienter Antriebe, Heizungen usw. Mit dem Emissionsrechtehandel wurde das Recht zum Export von Entropie in die gemeinschaftlich genutzte Biosphäre zu einem Handelsgut.

### Intuition und implizites Wissen um Entropie
Siddhartha Gautama: „Woher könnte […] erlangt werden, dass was geboren, geworden, zusammengesetzt, dem Verfall unterworfen ist, da doch nicht verfallen sollte: das gibt es nicht.“
Menschen verfügen über ein implizites Wissen um die Grenzen der Umkehrbarkeit der Zerstörung von Strukturen (zum Beispiel Dinge und Lebewesen). In der Auseinandersetzung mit Entropie und den mit ihr verbundenen Gesetzmäßigkeiten erkennt der Mensch intuitiv Vorgänge, die als unmöglich empfunden werden und in denen gegen den zweiten Hauptsatz der Thermodynamik, gegen die Wahrscheinlichkeitstheorie usw. verstoßen wird. Sieht der Mensch in einem Film, wie ein Haus sich aus Schutt und Asche wieder selbstständig aufbaut, weiß er intuitiv, dass der Film rückwärts abgespielt wird. Der Mensch hat also ein implizites Wissen um die Gesetze von Unumkehrbarkeit und Umkehrbarkeit. Er fühlt, oft ohne den Grund dafür beschreiben zu können, dass sich die Entropie eines Systems ohne Hilfe der Umwelt des Systems nicht verringern kann.
Die Intuition des Menschen basiert auf lebenswichtigem impliziten Wissen. Im Gegensatz dazu ist Wissen um die Folgen eigenen Handelns zum Teil auch eine Hemmung der eigenen Entfaltungsmöglichkeiten. Hier warnt den Menschen nicht das Wissen um die Beeinflussung der Umwelt durch eigenes Handeln, sondern das Wissen um gesellschaftliche Sanktionen und persönliche Verluste. Soweit Warnungen vor wahrscheinlichen schädlichen Folgen für den Handelnden nicht erforderlich sind, kann Verdrängung und Wissensvermeidung helfen, die höherprioritäre eigene Entfaltung nicht durch störendes Wissen zu beeinträchtigen. Struktur findet diese in Glaubenssystemen, in denen Wunder zugelassen sind und so den handelnden Menschen von seiner Verantwortung befreien. Das sind die Ursachen für die Schwierigkeiten des Menschen mit seinen heutigen Energieumwandlungsmöglichkeiten, die in entwicklungsgeschichtlich derart kurzer Zeit um Größenordnungen anwuchsen, dass der Mensch hierzu noch kein angemessenes implizites und kollektives Wissen aufbauen konnte.

## Informationstheoretische Entropie
Als ein Maß der Informationstheorie hielt die Shannon-Entropie Einzug in die Sozialwissenschaften bei der Entwicklung von Konzentrationsmaßen und Kennzahlen für die Ungleichverteilung beispielsweise der Einkommensverteilung und Vermögensverteilung. Hieraus entstanden die Entropiemaße von Henri Theil, Anthony Atkinson und Serge-Christophe Kolm. Der Theil-Index und das Atkinson-Maß werden jedoch nicht nur bei der Untersuchung von Einkommens- und Vermögensverteilungen verwendet, sondern beispielsweise in der Soziologie auch bei der Beobachtung der Segregation von Bevölkerungsgruppen.

### Beispiel: der Theil-Index
Die Bezeichnung „Entropiemaß“ bereitet selbst hervorragenden Wissenschaftlern Schwierigkeiten. In On Economic Inequality (Kapitel 2.11) meinte Amartya Sen, dass der Begriff Entropie nicht gerade intuitiv sei. Zwar sei die von seinem Mitautor (James Foster) verwendete Theil-Entropie „interessant“, aber es wunderte ihn, dass eine hohe Ungleichverteilung beispielsweise von Einkommen eine hohe Entropie und damit eine hohe Unordnung ergäbe. Sen geht sogar so weit, Theils Formel als „willkürlich“ zu bewerten.

#### Redundanz ist die Differenz zweier Entropien
Verfügt ein System in einer seiner Kategorien über Redundanz, so bedeutet das, dass sich das System in dieser Kategorie mit eigenen Mitteln  verändern kann. Wie die Redundanz eines Systems sich (für die Kategorie der internen Ressourcenverteilung) aus der Differenz zweier Entropien des Systems ermitteln lässt, zeigt die Berechnung des Theil-Index, der ein in der Soziometrie und der Ökonometrie benutztes Ungleichverteilungsmaß ist, das Henri Theil aus der Informationstheorie ableitete.
Im Hinblick auf Allgemeinverständlichkeit soll dieser Artikel ohne Formeln auskommen; nur im Folgenden wird einmal eine Ausnahme gemacht und Theils Index stellvertretend für alle als Entropiemaß gestaltete Ungleichverteilungsmaße herangezogen. Die Einzelheiten sind im Hauptartikel Theil-Index erklärt. Mit der hier angegebenen Variante der Formel können Ungleichverteilungen berechnet werden, bei denen N mit Quantilen abgegrenzte Bereiche (in diesem Beispiel sind das Gruppen von Einkommensbeziehern) eine unterschiedliche Breite {\displaystyle A} haben: {\displaystyle E_{i}} sei das Einkommen im i-ten Bereich und {\displaystyle A_{i}} sei die Anzahl (oder der prozentuale Anteil) der Einkommensbezieher im i-ten Bereich. {\displaystyle E_{\mathrm {gesamt} }} sei die Summe der Einkommen aller N Bereiche und {\displaystyle A_{\mathrm {gesamt} }} sei die Summe der Einkommensbezieher aller N Bereiche (oder 100 %).
Sens Verwunderung ist in diesem Fall nicht der Problematik (s. o.) der Gleichsetzung von Entropie und Unordnung zuzuschreiben, sondern die Auflösung von Sens Problem ergibt sich, wenn man Theils Formeln in zwei Teile aufteilt und wie folgt darstellt:
- Die in einen linken und einen rechten Teil aufgeteilte Formel für Bevölkerungsanteile, die sich auf Einkommen verteilen, arbeitet mit auf Einkommen bezogenen Summanden:

{\displaystyle T_{T}=\ln {\frac {{A}_{\mathrm {gesamt} }}{{E}_{\mathrm {gesamt} }}}-{\frac {\sum _{i=1}^{N}{{E}_{i}}\ln {\frac {{A}_{i}}{{E}_{i}}}}{{E}_{\mathrm {gesamt} }}}}
- Die in einen linken und einen rechten Teil aufgeteilte Formel für Einkommen, die sich auf Bevölkerungsanteile verteilen, hat auf Bevölkerungsanteile bezogenen Summanden[19]:

{\displaystyle T_{L}=\ln {\frac {{E}_{\mathrm {gesamt} }}{{A}_{\mathrm {gesamt} }}}-{\frac {\sum _{i=1}^{N}{{A}_{i}}\ln {\frac {{E}_{i}}{{A}_{i}}}}{{A}_{\mathrm {gesamt} }}}}
Tatsächlich enthält jede der beiden Formeln zwei Entropien. Der Teil links vom Minuszeichen ist die maximale Entropie (bei Gleichverteilung). Der Teil rechts vom Minuszeichen ist die tatsächliche Entropie (für eine tatsächlich gegebene Verteilung). Eine solche Differenz ist in Anlehnung an die Informationstheorie keine Entropie, sondern eine Redundanz.
Amartya Sen wunderte sich zu Recht: Der Theil-Index ist keine Theil-Entropie, sondern eine Theil-Redundanz. Als Differenz zweier Entropien bleibt jedoch auch die Redundanz in der Entropiedomäne. Obwohl Theils, Atkinsons und Kolms Ungleichverteilungsmaße Redundanzen sind, kann man sie deswegen weiterhin als Entropiemaße bezeichnen. Sie als „Entropien“ zu bezeichnen, kann dagegen zu Verwirrungen führen.
Mit normalisierten Daten {\displaystyle {{E}'_{i}}=E_{i}/E_{\text{gesamt}}} und {\displaystyle {{A}'_{i}}=A_{i}/A_{\text{gesamt}}} werden die Formeln noch einfacher:

{\displaystyle T_{T}=0-{\frac {\sum _{i=1}^{N}{{E}'_{i}}\ln {\frac {{A}'_{i}}{{E}'_{i}}}}{1}}=\sum _{i=1}^{N}{{E}'_{i}}\ln {\frac {{E}'_{i}}{{A}'_{i}}}}
{\displaystyle T_{L}=0-{\frac {\sum _{i=1}^{N}{{A}'_{i}}\ln {\frac {{E}'_{i}}{{A}'_{i}}}}{1}}=\sum _{i=1}^{N}{{A}'_{i}}\ln {\frac {{A}'_{i}}{{E}'_{i}}}}
Die maximale Entropie wird hierbei auf null verschoben. Die tatsächliche gegebene Verteilung stellt sich dann als eine negative Entropie dar. Das ist die Redundanz.
Der Mittelwert beider Redundanzen ist ein symmetrisierter Theil-Index:
{\displaystyle T_{s}={\frac {1}{2}}\sum _{i=1}^{N}\ln {\frac {{E}'_{i}}{{A}'_{i}}}\left({{E}'_{i}}-{{A}'_{i}}\right)}

#### Des Einen Ordnung ist des Anderen Unordnung
Das Beispiel verdeutlicht auch die Problematik der Gleichsetzung von Entropie mit Unordnung. Bei Erreichen einer völligen Gleichverteilung nimmt der Theil-Index den Wert „null“ an. Das ist maximale Entropie beziehungsweise minimale Redundanz. Aber bedeutet das auch „maximale Unordnung“? Ist maximale Konzentration „maximale Ordnung“? Wenn leichte Auffindbarkeit ein Kriterium für Ordnung wäre, dann bestünde maximale Ordnung tatsächlich bei maximaler Ungleichverteilung, denn diese Verteilung ergibt sich, wenn zum Beispiel das gesamte Vermögen einer Gesellschaft bei einer einzigen Person untergebracht ist. Das Kriterium der leichten Auffindbarkeit stünde mit der informationstheoretischen Definition von Entropie als Maß des Informationsmangels im Einklang. Um das bei einem Einzigen untergebrachte Vermögen Aller zu finden, muss nur eine einzige Adresse erfragt und mitgeteilt werden. Dieser kleine Informationsmangel ist einfach zu beheben. In einer realen Gesellschaft gäbe es bei dieser maximalen Ordnung jedoch auch maximalen Unfrieden, verursacht durch als maximal empfundene Ungerechtigkeit. Für Egalitaristen ist maximale Ordnung jedoch die Gleichverteilung des Vermögens. Empirische Untersuchungen zeigen jedoch, dass viele Menschen eine Ungleichverteilung in einem unscharfen Bereich zwischen totaler Gleichverteilung und totaler Ungleichverteilung für optimal halten.

#### Übereinstimmung von Formel und Entropie-Erklärung
Theils Formel steht auch im Einklang mit Gell-Manns Erklärung der Entropie, in der von einem „Aufwand“ die Rede ist.
Links vom Minuszeichen ist {\displaystyle A_{\text{gesamt}}/E_{\text{gesamt}}} beispielsweise das gleichverteilte Vermögen pro Besitzer.
Wie wird nun der Informationsaufwand berechnet, der erforderlich ist, um den sich aus diesem Bruch ergebenden Quotienten darzustellen? Das geschieht mit einer skalierenden Funktion, die Logarithmus genannt wird:
Der Logarithmus einer Zahl ist proportional zu dem Aufwand, der gebraucht wird, um diese Zahl aufzuschreiben. Das ist der Informationsaufwand, der erforderlich ist, das gleichverteilte Pro-Kopf-Vermögen mitzuteilen.
Rechts vom Minuszeichen ist {\displaystyle A_{i}/E_{i}} das tatsächliche Vermögen pro Besitzergruppe. Auch hier beschreibt wieder der Logarithmus dieser Zahl den Platz, der gebraucht wird, um diese Zahl aufzuschreiben. Da die Gruppe aber weniger Gewicht hat, als das Ganze, müssen die einzelnen Aufwände noch mit {\displaystyle E_{i}/E_{\text{gesamt}}} gewichtet werden.

## Entropie als Maß des „Unwissens“
Murray Gell-Mans Erklärung der Entropie als zur Minderung des „Unwissens“ nötiger Aufwand wurde am Anfang dieses Artikels nur verkürzt wiedergegeben. Seine Erklärung wurde von Ilya Prigogine kritisiert, weil er meinte, man könne so durch Wissensänderung in einem geschlossenen System die Entropie verringern. Darum ist es wichtig, bei Gell-Manns Definition zu beachten, dass sie nicht festlegt, dass die Behebung des Informationsmangels tatsächlich erfolgen muss. Es geht um den potenziellen Aufwand zur Behebung von Informationsmangel. Würde der Aufwand im geschlossenen System realisiert und dadurch eine Entropieminderung bewirkt, so würde diese Minderung durch eine vom Aufwand bewirkte Entropiesteigerung mindestens kompensiert werden. Hier schließt sich schon wieder der Kreis zu Leó Szilárd (s. o.), der basierend auf diesem Zusammenhang zeigte, dass intelligente Wesen (einschließlich Maxwells Dämon) in einem geschlossenen System die Entropie nicht verringern können.

### Statistische Physik
Entropie wurde zuerst als physikalische Größe in der Thermodynamik verwendet und phänomenologisch verstanden. Erklärbar sind die ihr zugrunde liegenden Vorgänge und Zusammenhänge mit den Erkenntnissen aus der von Ludwig Boltzmann begründeten Statistischen Physik (auch Statistische Mechanik genannt). Systematisch bietet sich darum Boltzmanns Entropie als gemeinsame Basis für die Erklärung sowohl der thermodynamischen (nach Clausius) als auch der informationstheoretischen Entropie (nach Shannon) an.

### Makrozustand und seine Mikrozustände
Sozialwissenschaftler beschreiben mit Mitteln der Statistik beispielsweise die Makrozustände einer Gesellschaft, die sich aus den vielen Mikrozuständen der in ihrer Umwelt handelnden Menschen ergeben. Gegebenenfalls sind diese Mikrozustände für sich auch wieder Makrozustände, die sich auf noch kleinere Mikrozustände herunterbrechen lassen. Das führt zu komplexen Systemen, die nur auf der Makroebene geführt werden können. Das Wissen um das Zusammenwirken der Mikrozustände hilft, die möglichen Makrozustände abzuschätzen, aber die Mikrozustände selbst entziehen sich der praktischen Handhabbarkeit.
Auch in der statistischen Physik werden die Makrozustände eines Systems als eine statistische Beschreibung der Mikrozustände behandelt, die zu den Makrozuständen führen. Beispielsweise ist die Temperatur eine statistische Größe im Makrobereich, die im Mikrobereich (örtlich und zeitlich) fluktuiert und sich aus dem einzelnen Verhalten der vielen Partikel des Körpers ergibt, für den diese Temperatur gemessen wird. Selbst wenn das Verhalten eines einzelnen Partikels beobachtbar wäre, könnte eine Beobachtung aller Partikel in den in unserer Alltagswelt für uns mit bloßem Auge sichtbaren Körpern nicht realisiert werden. Dieses Beispiel dient nun dazu, die Begriffe Makro- und Mikrozustand einzuführen, bevor eine der Möglichkeiten folgt, Entropie zu erklären:

„Die Entropie und Information haben einen engen Zusammenhang. Tatsächlich kann Entropie als ein Maß des Unwissens verstanden werden. Wenn nur bekannt ist, dass sich ein System in einem gegebenen Makrozustand befindet, dann beschreibt die Entropie eines Makrozustandes den Grad des Unwissens über den Mikrostatus. Dieser Grad ist die Anzahl der Bits der zusätzlichen Information, die noch benötigt wird, um den Mikrostatus vollständig zu spezifizieren. Dabei werden alle Mikrozustände als gleichermaßen wahrscheinlich behandelt.“

 In einer Systemtheorie für Psychologen beschreibt Norbert Bischof Entropie in ähnlicher Weise als „das Maß für das Quantum an unvorhersehbarer Aktualität, also an ‚Information‘, das im Durchschnitt durch jeden Auswahlakt der Signalquelle erzeugt wird“.
Nach Richard Becker ist Entropie nicht Unwissen, sondern eine Funktion des Unwissens: S = k ln(Unkenntnis). Damit bleibt die Entropie auch hier ein Maß des Unwissens.

### Fluktuationen
Fluktuationen sind denkbare kurzzeitige, lokale Konzentrationsunterschiede und damit lokale Entropieverminderungen. Bei einem großen Makrosystem kann das Auftreten lokaler Fluktuationen beobachtbar werden: Viele für sich betrachtet niedrige Auftrittswahrscheinlichkeiten können zu einer ausreichend hohen Wahrscheinlichkeit führen, dass irgendwo doch ein unerwartetes Ereignis beobachtbar wird.
Die Möglichkeit von Fluktuationen bedeutet, dass bei der Systemanalyse sorgfältig verstanden werden muss, ob bei Systemen mit wenigen Makrozuständen Schwankungen durch kurze Fluktuationen zu berücksichtigen sind, derentwegen aufeinanderfolgende Zustände nicht mehr durch einen Anstieg der Entropie zu identifizieren sind. Außerdem kann hinsichtlich der Unendlichkeit und auch der Länge der Menschheitsgeschichte „kurz“ auch für viele Jahre stehen. Für die Sozialwissenschaften bedeutet das, dass nicht immer sicher ist, ob ein Zustand (zum Beispiel Wirtschaftswachstum) von signifikanter Dauer ist, oder nur eine Fluktuation vorliegt.

## Zusammenführung der verschiedenen Entropie-Konzepte
Die strukturelle Kopplung zwischen Wirtschaft und Gesellschaft sowie zwischen Gesellschaft und materieller Umwelt erlaubt verschiedenste Arten von Entropietransfer, also auch eine Wechselwirkung von Informationsentropien und thermodynamischen Entropien. Wie weit die physische Entropie mit der metaphysischen Entropie zusammengeführt werden kann, ist jedoch in der Diskussion. Zwei Wege, die dort hinführen, wurden bereits angesprochen:
- Die Entropie der Informationstheorie wird in die Thermodynamik überführt.[29]
- Die thermodynamische Entropie wird informations- und wahrscheinlichkeitstheoretisch erklärt.[4][6]

Tatsächlich ist eine Erklärung der Wirkmechanismen der thermodynamischen Entropie exakt über die Wahrscheinlichkeitstheorie möglich.
Die quantitative Angabe der Entropie und die quantitative Beschreibung von Entropie-Änderungen in komplexen Systemen bleibt schwierig bis unmöglich, was mit der Entropie der beschreibenden Systeme (Menschen und ihre Hilfsmittel) zu erklären ist. Trotzdem ist ein Verständnis für die Wirkung von Entropie von Systemen (siehe Einleitung dieses Artikels) hilfreich, um die Wechselwirkung zwischen Systemen und ihrer Umwelt zu verstehen. Dazu gehört die prinzipielle Unmöglichkeit autarken Handelns. Öffnet sich ein System, dann ist der Verzicht auf Unabhängigkeit das Ziel dieser Öffnung.